# Laura Manuelidis
Laura Manuelidis – amerykańska lekarka neuropatolog i poetka.
Ukończyła Sarah Lawrence College (licencjat) i Yale (magisterium). Kierowała laboratorium neuropatologii na Uniwersytecie Yale. Zajmowała się głównie pasażowalnymi encefalopatiami gąbczastymi. 

## Książki
- Out of Order: Poems. iUniverse.com, 2007, ISBN 0-595-41964-X